# Bernhard Latomus
Bernhard Latomus, eigentlich: Steinmetz (* um 1560 in Wismar; † August 1613 in Parchim) war ein deutscher Pädagoge und Historiker.

## Leben
Latomus war ein Sohn des Wismarer Pastors H(e)inrich Stenmetz (Latomus). Er hatte wahrscheinlich die Große Stadtschule Wismar absolviert und wurde 1580 als „Bernhardus Steinhouwer Wismariensis“ zu einem Studium an der Universität Rostock immatrikuliert. Am 14. März 1594 wurde er an der Philosophischen Fakultät der Rostocker Universität zum Magister promoviert. Er war zunächst Konrektor, dann von 1595 bis 1613 Rektor der Gelehrtenschule in Neubrandenburg, unterbrochen durch eine Zeit als Rektor in Flensburg von 1600 bis 1604, und nach dem 22. März 1613 Rektor der Parchimer Stadtschule.
Latomus ist bekannt als früher mecklenburgischer Historiker. Mit Unterstützung mehrerer mecklenburgischer Landesherrn hatte er in Neubrandenburg damit begonnen, Materialien zu einer Geschichte des mecklenburgischen Adels zusammenzutragen. Die beabsichtigte Edition blieb unvollendet. Teile daraus erschienen erst nach seinem Tod. Latomus’ Bedeutung beruht auf dem Versuch, nach Urkunden Geschichte zu schreiben, von historischer Kritik aber weiß er nichts.
Ein Nachlass von Latomus ist nicht überliefert, auch nicht in Rostock, wie es bisweilen heißt.

## Werke
- Alt Julianischer und New Lilianischer Schreib Calender Mit dem Prognostico Astrologico des Jahrs … 1608 ... Alten Stettin: Duber 1607
- Origines Plessiacae Megapolitanae. 1611. - Abgedruckt auch in: Ernst Joachim von Westphalen: Monumenta inedita rerum Germanicarum praecipue Cimbricarum et Megapolensium. Band 3, Leipzig 1743, Sp. 1921 ff. (Digitalisat der Universitäts- und Landesbibliothek Düsseldorf)
- Kurtze Practica/ Darin man alle Arithmetische Exempel/ so im Täglichen Handel und wandel/ in resolvirung und verwechselung allerley Müntze/ in Kauffen und Verkauffen/ und andern dergleichen sachen vorlauffen … mit leichter arbeidt/ auffsuchen/ finden und außrechnen kan. Fueß, Rostock 1612
- Genealochronicon Mecklenburgicum. Alten Stettin 1619. Abgedruckt in: Ernst Joachim von Westphalen: Monumenta inedita rerum Germanicarum praecipue Cimbricarum et Megapolensium. Band 4, Sp. 1–530.
- Ursprung und Anfang des in Vorzeiten hoch geehrten Ritterstandes und daher entsprossenen Compturien. Item: Kurze Beschreibung und Ordentliche StamRegister aller und Jeden außgestorbenen und noch lebenden alten und neuen Adelichen und Rittermessigen im Lande zu Stargardt eingesessenen Geschlechtern/ mit grosser trew/ fleiß unnd Arbeit aus ihren und andern schriftlichen monumentis auch aus mündlichem bericht zusamen getragen: Gar lustig zu Lesen/ und gar nützlich bey Leichbegängnüssen und Erbschaften zu gebrauchen/ also das groß Gezänck und Rechtfertigung dadurch können verhütet werden. Kelner, Alten Stettin 1619 (Digitalisat der Universitätsbibliothek Rostock)